# カービング
カービング (Carving) とは、彫刻のこと。一般的に趣味の木工芸彫刻を指すことが多いが、この項では彫る素材・対象によって名称が異なることを考慮し、素材・対象別に記述する。大まかには、素材名をつけて三次元的に装飾を施すためのカービングと、対象名をつけて対象物を立体的に真似て模型を作るカービングに大別できる。

## 素材による分類

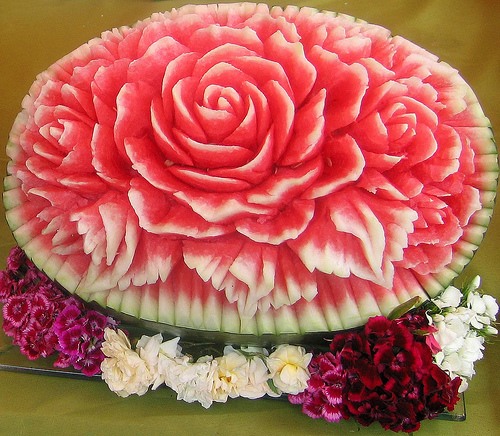
スイカに施されたカービング(剥物)。素材の色合いや濃淡を活かしてある

発祥はタイのスコータイ王朝の時代の儀式で、果物に装飾的な彫刻を施したのが始まりといわれている。タイ・カービングという言い方があるほどタイでは伝統的な文化の一つで、在京タイ王国大使館のサイトでもタイ・カルチャーのひとつとして紹介されている。
日本には、果物や野菜に施す剥物、飾り切り等がある。
フルーツ・カービング
果物に装飾を施すためのカービングで、素材はスイカ、メロン、パイナップル、オレンジ、パパイアなどの比較的皮が厚く加工しやすい硬さのものが中心となる。特にタイのものは、タイ式フルーツカービングとして有名。
ベジタブル・カービング
野菜を対象にしたカービングであり、和食の飾り切りにも共通点があるが、飾り切りは切り込みを入れることが主であるのに対し、カービングは立体的に彫っていくという点に違いがある。いずれも食べることではなく見た目の美しさを強調するためのものである。素材はきゅうり、かぶ、大根などで、ハロウィンのジャックランタンのかぼちゃもベジタブル・カービングの一種である。
ソープ・カービング
石鹸を素材にしたカービング。
カービング・キャンドル
ろうそくを素材にしたカービング。上記三種とは違い、一般的に素材名を後ろにつけて呼ぶことが多い。
現状では扱う素材の種類だけ呼称が存在する（羊羹を素材としたものもある）。いずれも素材の硬さは木材ほどではなく、カービング・ナイフ1本でも作り上げることができるため、その手軽さから近年ではカルチャースクールのようなコミュニティでも、教室が開かれている。カービング・ナイフは全長が20cm弱の、柄の部分が7割を占める刃の部分が小さなナイフで、握りやすさと細かい作業のしやすさが優先される造りとなっている。また篆刻は技術的な面において非常に近いが、カービングと呼ばれることはない。

## 題材による分類
もともとの木彫り彫刻のルーツは刃物の発祥とほぼ時を同じくする。宗教的なものや純粋な美術品として木彫刻もあるが、ここではあくまで趣味の木工芸としてのカービングの種類を記述する。
バード・カービング
一個の木片から鳥の形を削りだし、他の素材で細かい部分の細工を施し、全体を彩色して、本物の鳥とそっくりに模型を作るカービング。足の部分には針金などの素材、眼にはガラス素材を使い、よりリアルな仕上がりを目指すものが多い。狩猟で鳥をおびき寄せるために使う囮を木で作ったデコイがより精巧になったもの。増殖事業に利用されることもある（デコイNo22）。
フィッシュ・カービング
魚をモチーフにしたカービング。技術や手法はバード･カービングに順ずる。
こちらも掘る対象が異なれば呼称は異なっていく。素材が木材の場合、木目の細かく柔らかいものが使われる（他に、岩、石、骨、象牙、氷などが素材として挙げられる）。木片に下書きをしてそのまま掘っていく手法と、あらかじめ粘土などでモデリングをしてから彫る手法があり、彩色にはアクリル絵具が良く使われ、その際、筆、エアブラシなどが使われる。道具は一般的な彫刻刀のほかグラインダーなどの電動工具も使用される。